# Tadaaki Hirakawa
Tadaaki Hirakawa (japanisch 平川 忠亮 Hirakawa Tadaaki; * 1. Mai 1979 in der Präfektur Shizuoka) ist ein ehemaliger japanischer Fußballspieler.

## Karriere
Hirakawa erlernte das Fußballspielen in der Schulmannschaft der Shimizu Commercial High School und der Universitätsmannschaft der Universität Tsukuba. Seinen ersten Vertrag unterschrieb er 2002 bei den Urawa Reds. Der Verein spielte in der höchsten Liga des Landes, der J1 League. Mit dem Verein wurde er 2006 japanischer Meister. Er trug 2007 und 2017 zum Gewinn der AFC Champions League bei. Für den Verein absolvierte er 336 Erstligaspiele. Ende 2018 beendete er seine Karriere als Fußballspieler.

## Erfolge
Urawa Reds
- AFC Champions League: 2007, 2017

- J1 League: 2006

- J.League Cup: 2003, 2016

- Kaiserpokal: 2005, 2006, 2018